# نظرية انتقاء آر/كيه

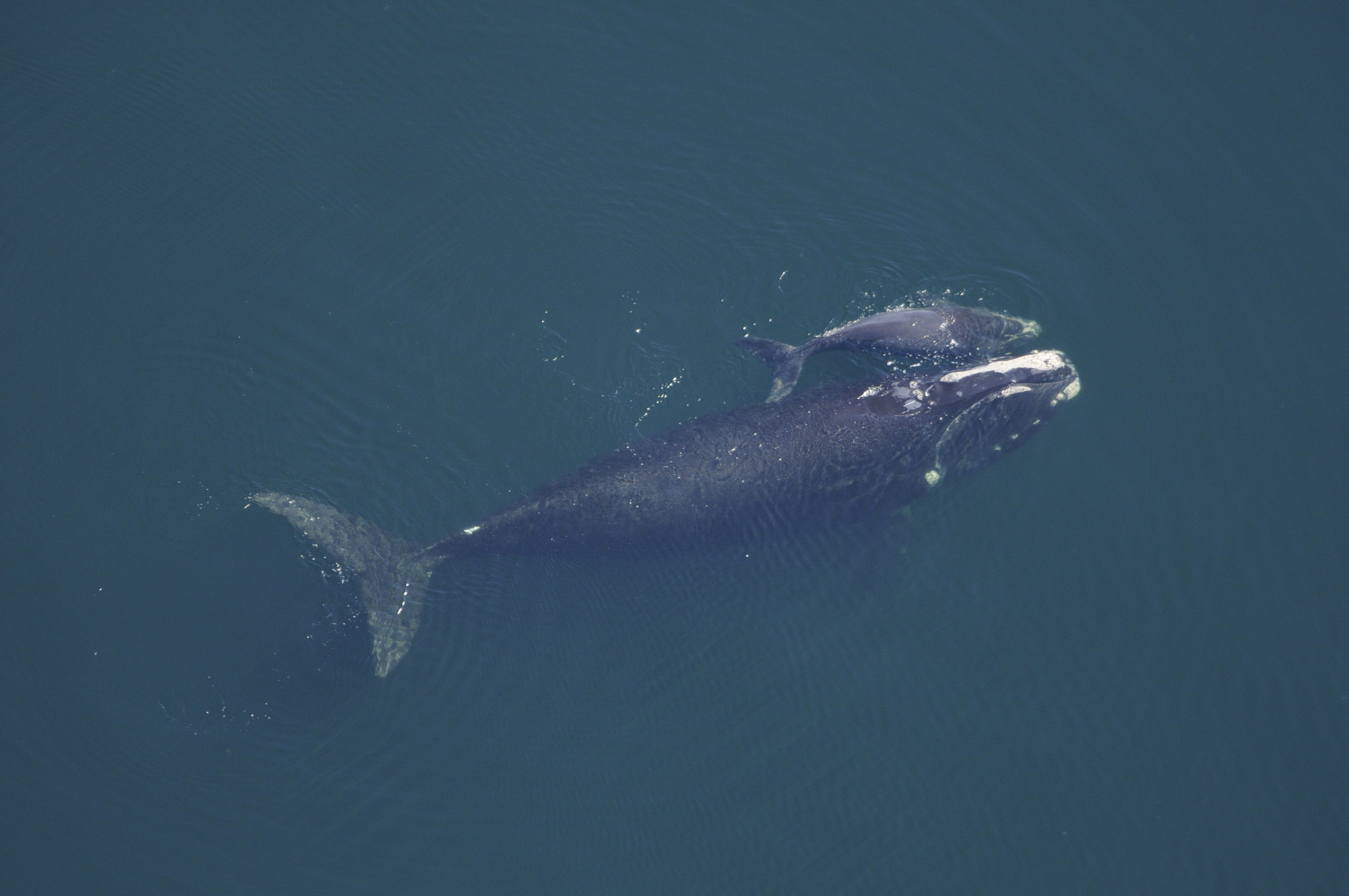
أنثى حوت شمال الأطلسي الصائب مع صغيرها، وتعد هذه الحيتان من بين الحيوانات التي تعتمد على إستراتيجية انتقائية-K، حيث تحمل لفتراتٍ طويلة، وتلد القليل من الصِّغار، وتعتني بصغارها لمدة طويلة، وتأخذ زمناً كثيراً حتى تنضج جنسياً.

نظرية انتقاء آر/كيه (من r رمز معدل النمو الأقصى وK القدرة الاستيعابية) هي فرضية بيئية تقضي بوجود تناسبٍ بين الاصطفاء الطبيعي في الحيوانات وأساليبها في التكاثر، حيث تعتمد للبقاء إمَّا على كمّ أو نوع الصغار التي تلدها. قد تقوم الحيوانات بالتركيز على زيادة كمّ الصِّغار التي تلدها مقابل أن لا تحظى هذه الصغار بقدرٍ يُذكَر من الاعتناء الأبوي، وقد تعتمد - من جهةٍ أخرى - على إنقاص عدد الصغار مقابل أن تُركِّز على أولادها القلائل بعنايةٍ أبوية كبيرة ترفع فرص بقائهم بدرجةٍ كبيرة.
في حالة «انتقائية-r» تميل الحيوانات إلى زيادة عدد الصَّغار مقابل بذل القليل من الجهد في العناية بها، وأما في «انتقائية-K» فإنها تميل إلى تقليل عدد الصِّغار مقابل بذل جهد كبير في العناية بها. لا يسود أيٌّ من تكتيكي التكاثر هذين بشكلٍ مطلقٍ عند أي نوع من الحيوانات، وإنَّما يُمزَج بينهما بدرجاتٍ متفاوتة، وقد يوجدان معاً في أيّ نظامٍ بيئي، كحالة القوارض والفيلة التي تعيش في بيئات طبعيية متشابهة.
كانت نظرية انتقائية r/K ذات قبولٍ واسعٍ في المجتمع العلمي خلال السبعينيَّات والثمانينيَّات، إذ استعملت كنوعٍ من الحدس المهنيّ، إلا أنَّ أهميَّتها بدأت تضمحلّ منذ مطلع التسعينيات بعد تعرُّضها لانتقاداتٍ من عدة دراسات تجريبية. وقد استبدل نموذج هذه النظرية بنموذجٍ جديد، يسمى نظرية تاريخ الحياة (بالإنجليزية: Life history theory)‏، إلا أنَّ هذه النظرية الجديدة لا زالت تعتمد على الكثير من مبادئ نظرية انتقائية.
ابتكر تسمية «نظرية انتقاء r/K» العالمان البيئيَّان روبرت ماك آرثر وإدوارد أوسبورن ويلسون بناءً على عملهما في جغرافيا الجزر الحيوية.

## نظرة عامة
في نظريّة انتقاء آر/ كيه، يتم افتراض ضغوط انتقائيّة لدفع التطوّر في أحد اتجاهين معممين هما انتقاء آر أو كيه. هذه المصطلحات مستمدّة من الجبر البيئي القياسي كما هو موضح في نموذج فيرهلست المبسّط لديناميكيات السكان.
حيث N هو عدد السكان، وr هو الحد الأقصى لمعدّل النمو، K هي القدرة الاستيعابية للبيئة المحليّة، وdN/dt مشتق N المتعلّق بالوقت t وهو معدّل تغيّر السكان مع مرور الزمن. وبالتالي، فإن المعادلة تربط معدّل نمو السكّان N بالحجم السكاني الحالي، وتتضمّن تأثير كل من آر وكيه. (لاحظ أن الانخفاض هو نمو سلبي). جاء اختيار حرف كيه (K) من الألمانية (Kapazitätsgrenze) أي حدّ السعة، في حين اختير الحرف آر (R) من كلمة (Rate) أي معدّل.

### انتقاء آر
الأنواع المنتقاة حسب آر هي تلك التي تملك معدلات نمو مرتفعة، وعادةً ما تستغل منافذ بيئيّة أقلّ ازدحاماً، وتنتج نسلاً كبيراً، ولكنّ احتمال نجاة النسل وبلوغه ضعيف.
في البيئات غير المستقرّة أو التي لا يمكن التنبؤ بها، يهيمن انتقاء آر على القدرة على التكاثر. هناك ميزة ضئيلة في عمليات التكيف التي تسمح بالمنافسة الناجحة مع الكائنات الأخرى، لأنه من المحتمل أن تتغير البيئة مرّة أخرى. من بين السمات التي يعتقد أنها تتميز بانتقاء آر هي الخصوبة العالية وحجم الجسم الصغير والنضوج الجنسي المبكّر وفترة حمل قصيرة.
يشار إلى الكائنات التي يخضع تاريخ حياتها إلى انتقاء آر باسم الاستراتيجيين من نوع آر أو المختارين من نوع آر. يمكن أن تتراوح الكائنات التي تظهر سمات من نوع آر، بين البكتيريا والدياتومات، والحشرات والأعشاب، ومختلف أنواع رأسيات الأرجل شبه المليئة والثديات الصغيرة، خاصة القوارض. كما هو الحال مع انتقاء كيه –الذي سنتكلم عنه تالياً- ، ارتبط نموذج آر/كيه بشكل مثير للجدل بالسلوك الإنساني والسكان الذين تطوروا بشكل منفصل.
النسر الأصلع، وهو فرد من الأفراد الاستراتيجيين من نوع كيه، يمتلك هذا النوع متوسط عمر متوقّع، وينتجون عدداً أقل نسبياً من الأفراد، ويحصلون على رعاية مكثّفة من الآباء عندما يكونوا صغار.

### انتقاء كيه
على النقيض مما سبق، تعرض الأنواع المختارة من نوع كيه الصفات المرتبطة بالعيش في كثافات قريبة من القدرة الاستيعابية وعادة تكون منافسة قويّة في مثل هذه المنافذ المزدحمة التي تستثمر بكثافة أكبر وعدد أفراد نسل أقل؛ وكل واحدة منها تمتلك احتمال كبير نسبياً للبقاء على قيد الحياة والوصول إلى مرحلة البلوغ. في المنشورات العلمية، يشار أحياناً إلى الأنواع المختارة من نوع آر بأنها «انتهازيّة»، بينما يوصف الأفراد من النوع كيه بأنها «متوازنة».
في البيئات المستقرة أو التي يمكن التنبؤ بها، يهيمن انتقاء كيه على القدرة على التنافس بنجاح على الموارد المحدودة بشكل حاسم كما أن أعداد الكائنات الحيّة المحددة في كيه ثابتة للغاية من حيث العدد وقريبة من الحد الأقصى الذي يمكن أن تتحمله البيئة (على عكس المجموعات المختارة من نوع آر، حيث يمكن تغيير أحجام السكان بسرعة أكبر بكثير).
السمات التي يعتقد أنها مميزة لاختيار كيه تشمل حجم الجسم الكبير، والعمر المتوقع الطويل والعدد القليل من النسل والتي تتطلب غالباً رعاية أبوية واسعة حتى تنضج. يشار إلى الكائنات التي يخضع تاريخ حياتها إلى انتقاء كيه غالباً باسم الاستراتيجيين من نوع كيه أو المختارين من نوع كيه. تشمل الكائنات التي تحوي على سمات محددة من سمات انتقاء كيه الفيلة والبشر والحيتان، ولكن يوجد أيضاً كائنات صغيرة الحجم وطويلة العمر مثل الببغاوات والنسور.

### السلسلة المستمرة
على الرغم من أن بعض الكائنات الحية يتم تحديدها كاستراتيجيين من نوع آر أو كيه بشكل أساسي، إلا أن غالبية الكائنات لا تتبع هذا النمط. على سبيل المثال، تتميز الأشجار بسمات مثل طول العمر والقدرة التنافسية القويّة التي تميّزها كخبراء استراتيجيين. في التكاثر، تنتج الأشجار عادةً الآلاف من نسلها وقد يتشتت النسل على نطاق واسع، كسمة من سمات الاستراتيجيين من نوع آر.
وبالمثل، فإن الزواحف كالسلاحف البحرية تعرض كلاً من صفات آر وكيه. على الرغم من أن السلاحف البحرية عبارة عن كائنات كبيرة ذات عمر طويل (بشرط الوصول إلى مرحلة البلوغ)، فإنها تنتج أعداداً كبيرة من النسل السليم.
يمكن إعادة التعبير عن الانقسام r/k كسلسلة مستمرّة باستخدام المفهوم الاقتصادي للعوائد المستقبليّة المخصومة، مع اختيار آر الذي يقابل معدلات الخصم الكبيرة واختيار كيه لمعدلات الخصم الصغيرة.

## التعاقب البيئي
في المناطق التي تعاني من اضطراب أو تعقيم بيئي كبير (كما هو الحال بعد ثوران بركاني كبير، كما في كراكاتوا أو جبل ساينت هايلينز)، يلعب الاستراتيجيون في البحث والتطوير واستكشاف الأدوار المتميزة في التعاقب البيئي الذي يجدد النظام البيئي. بسبب ارتفاع معدلات الإنجاب والانتهازية البيئية، عادة ما يكون المستعمرون الأساسيون من أصحاب الاستراتيجيات وتتبعهم سلسلة من النباتات والحيوانات ذات القدرة النافسية المتزايدة. تزداد قدرة البيئة على زيادة المحتوى النشط، من خلال التقاط التمثيل الضوئي للطاقة الشمسية، مع زيادة التنوع الحيوي المعقّد وتكاثر الأنواع حسب انتقاء آر للوصول إلى ذروة ممكنة باستعمال استراتيجيات كيه.
في النهاية، يتم التعامل مع توازن جديد (يشار إليه أحياناً باسم مجتمع الذروة)، حيث يتم الاستعاضة تدريجياً عن الاستراتيجيين من نوع آر باستراتيجيين من نوع كيه، لأنهم يتمتعون بقدرة أكبر على التنافس كما يتكيّفون بشكل أفضل مع الخصائص البيئية الصغرى الناشئة للمناظر الطبيعية. تقليديّاً، تم اعتبار التنوع البيولوجي في حدّه الأقصى في هذه المرحلة، مع إدخال أنواع جديدة مما أدّى لاستبدال الأنواع المستوطنة وانقراضها[14]. ومع ذلك، فإن فرضيّة الاضطراب الوسيط تفترض أن المستويات المتوسطة للضطرابات في المناظر الطبيعية تخلق بقعاً على مستويات مختلفة من سلسلة، وتعزز التعايش بين المستعمرين والمنافسين على المستوى الإقليمي.

## التطبيق
تطبق نظريّة انتقاء r/k على مستوى الأنواع فقط عادةً، إلا أنها مفيدة أيضاً في دراسة تطور الفوارق الإيكولوجيّة وتاريخ الحياة بين الأنواع الفرعيّة، على سبيل المثال نحلة العسل الأفريقيّة والنحلة الإيطالية. الطرف الآخر من المقياس، يمكن استخدامه لدراسة البيئة التطوريّة لمجموعات كاملة من الأحياء كالعاثيات.
قام بعض الباحثين مثل لي إليس وجاي فيليب راشتون وأوريليو خوسيه فيغيريدو، بتطبيق نظريّة انتقاء آر/كيه على السلوكيات البشرية المختلفة، بما في ذلك الجريمة والاختلاط الجنسي والخصوبة ومعدل الذكاء وغيرها من السمات المتعلّقة بتاريخ الحياة النظريّة. ونتج عن عمل راشتون تطوير «نظريّة كيه التفاضليّة» لمحاولة شرح العديد من الاختلافات في السلوك البشري عبر المناطق الجغرافية، وهي نظرية انتقدت من قبل العديد من الباحثين الآخرين. اقترح باحثون آخرون أن تطور الاستجابات الالتهابية البشرية يرتبط بانتقاء آر/ كيه.

## الحالة
على الرغم من أن نظرية انتقاء آر/ كيه أصبحت مستخدمة على نطاق واسع خلال سبعينيات القرن الماضي، بدأت أيضاً في جذب المزيد من الاهتمام النقدي. على وجه الخصوص، لفت استعراض أجراه عالم البيئة ستيفن ستيرنز الانتباه إلى الثغرات في النظريّة، وإلى الغموض في تفسير البيانات التجريبية لاختبارها.